# Panorpodes omaensis
Panorpodes omaensis is een schorpioenvlieg uit de familie van de Panorpodidae. De wetenschappelijke naam van de soort is voor het eerst geldig gepubliceerd door Okamoto in 1925.
De soort komt voor in Korea.